# Maringes
Maringes là một xã trong tỉnh Loire miền trung nước Pháp.